# أنجي جيشكي
أنجي جيشكي (بالألمانية: Angie Geschke) مواليد 24 مايو 1985 في لوبيك، هي لاعبة كرة يد ألمانية تلعب كظهير أيسر. مثلت منتخب ألمانيا لكرة اليد للسيدات.

## سجل المنافسة
شاركت في البطولات التالية:
- بطولة العالم لكرة اليد للسيدات 2013
- بطولة أوروبا لكرة اليد للسيدات 2012
- بطولة أوروبا لكرة اليد للسيدات 2014

## روابط خارجية
- أنجي جيشكي على موقع الاتحاد الأوروبي لكرة اليد (الإنجليزية)